# Кілінкаров Спірідон Павлович
Спірідон Павлович Кілінкаров (нар. 14 вересня 1968, м. Луганськ, Українська РСР, СРСР) — проросійський політик, народний депутат України V, VI, VII скликань, член фракції КПУ; колишній  Голова комітету ВРУ з питань будівництва, містобудування, житлово-комунального господарства та регіональної політики (з 12.2012); колишній 1-й секретар Луганського ОК КПУ. Зрадник України, який переховується в Російській Федерації та виступає на пропагандистських каналах Кремля.
З 15 січня 2023 року перебуває під санкціями РНБО за антиукраїнську діяльність.

## Біографія
Народився 14 вересня 1968 року в місті Луганську. У 1975–1985 роках — навчався в Луганській СШ № 25.
1985–1987 р.р., 1989–1992 р.р. — студент Луганського машинобудівельного інституту, закінчив механічний факультет, інженер-технолог.
1987–1989 р.р. — служба у Радянській армії.
1989 р. — Луганський автоскладальний завод, відділ зовнішньої кооперації; вантажник.
В одному з передвиборчих інтерв'ю Кілінкаров розповідав, що бізнесом почав займатися ще в 1993 році, зокрема, ішлося про підприємство, що займалося ремонтом машин і автобусів.
1992–1995 р.р. — товариство «Союзавто» — начальник відділу постачання і збуту.
1995–1997 р.р. — голова комітету у справах сім'ї та молоді Жовтневого райвиконкому м. Луганська.
1997–1998 р.р. — студент магістратури державного управління Східноукраїнський національний університет імені Володимира Даля. Отримав фах магістра державного управління (1998).
1998–2006 р.р. — виконком Жовтневої районної ради у м. Луганську — помічник-консультант народного депутата України А. Д. Дорогунцова.
2006-2014 р.р. — народний депутат України V, VI, VII скликання.
Член КПУ з січня 2001 року.
З травня 2001 року завідувач загального відділу Луганського обласного комітету Комуністичної партії України.
У 2002 р. обраний секретарем обласного комітету КПУ.
У 2003 р. обраний членом ЦК КПУ.
З травня 2005 р. і по березень 2014 року — перший секретар Луганського обласного комітету Комуністичної партії України
У 2014 році на дачі нардепа бійці батальйону «Айдар» знайшли зброю російського виробництва. Кілінкаров, своєю чергою, звинуватив «айдарівців» у нападі та розграбуванні його будинку. 
За даними сайту «Миротворець», активно сприяв створенню так званої «Луганської народної республіки».
Постійно проживає в Москві. Регулярно бере участь у пропагандистському ток-шоу Володимира Соловйова на російському телебаченні.
Цікаво, що «МГБ» самопроголошеної «ЛНР» оголосило Кілінкарова в розшук.

## Родина
Одружений. Має 3-х дітей.
Дружина: Кілінкарова Ірина Сергіївна, 1967 р.н.
Діти: Кілінкаров Дмитро Спірідонович, 1996 р.н.
Кілінкарова Софія Спірідонівна, 2008 р.н.
Кілінкарова Дар‘я Спірідонівна, 2008 р.н.

## Політична діяльність

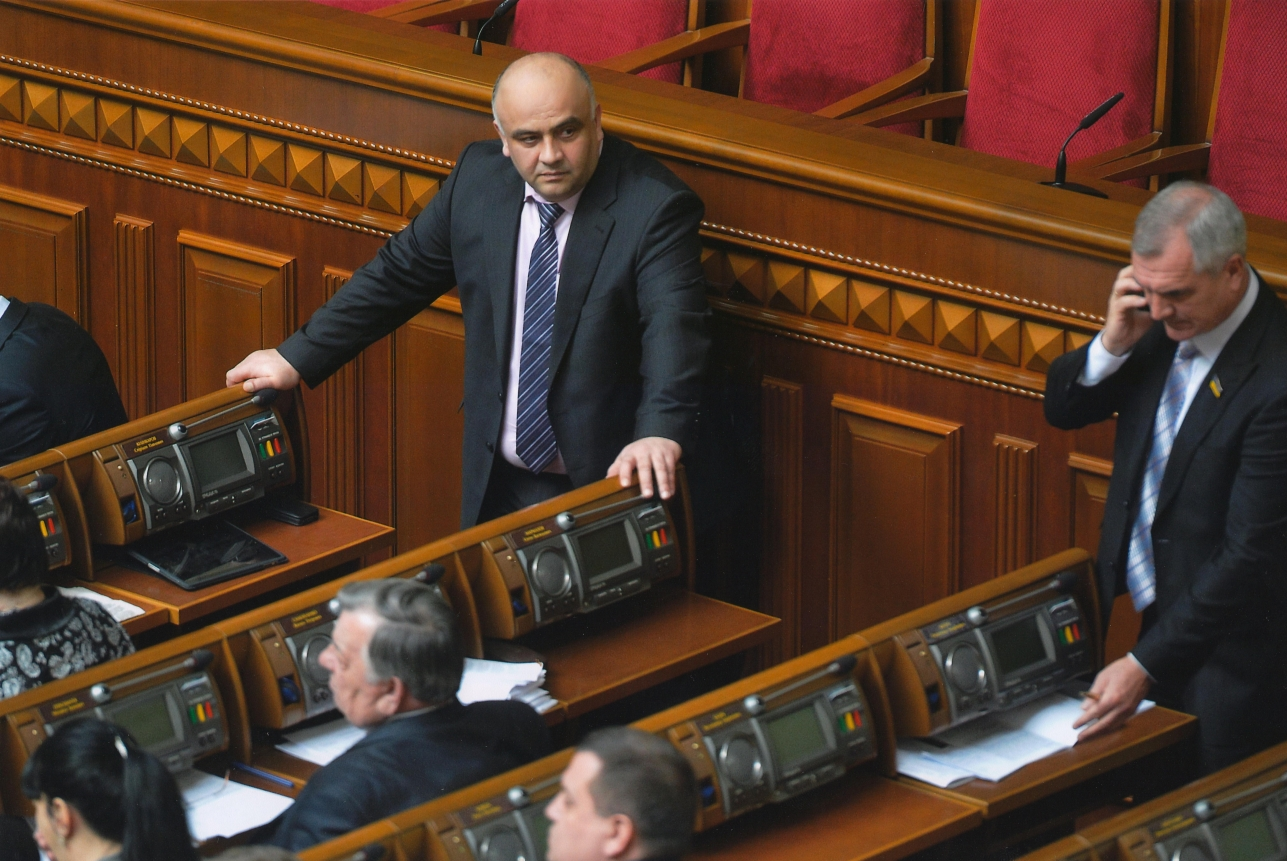
Верховна Рада С.Кілінкаров-2013

1998–2006 — помічник-консультант народного депутата України А. Д. Драголюнцева.
З 2001 року — член КПУ.
Квітень 2002 кандидат в народні депутати України від КПУ, № 88 в списку. На час виборів: помічник-консультант народного депутата України, член КПУ.
У 2004 році Він став першим секретарем обкому Компартії України, прийшовши на зміну Володимиру Землякову.
05.2006-11.2007 — Народний депутат України 5-го скликання (від КПУ, № 13 в списку). Секретар Комітету з питань соціальної політики та праці (з 07.2006).
З 11.2007 — Народний депутат України 6-го скликання (від КПУ, № 15 в списку). Секретар Комітету з питань європейської інтеграції (з 12.2007).
У 2010 році висунуто кандидатів у мери від Комуністичної партії України. Набрав 48 тис. 117 голосів. За офіційними даними, відстав від переможця гонки Сергія Кравченка на 21 голос. Спиридон Кілінкаров результатів виборів не визнав.
З 12.2012 — Народний депутат України 7-го скликання (від КПУ, № 4 в списку). Голова Комітету з питань будівництва, містобудування, житлово-комунального господарства та регіональної політики.